# Стадион Окланд колосеум
Стадион Окланд колосеум (енгл. Oakland-Alameda County Coliseum) је вишенаменски стадион у Оукланду, Калифорнија, САД. Налази се на 7000 Колосеум веј, поред Арене Оукланд дуж Интерстејт 880. То је домаћи терен Оукланд атлетикса од 2017. године.
Раније је био дом Лас Вегас рејдерса од 1966. до 1981. (када се тим преселио у Лос Анђелес), а поново од 1995. до 2019. (када се тим преселио у Лас Вегас), чиме је постао последњи преостали стадион у Сједињеним Државама који деле професионални бејзбол и фудбалски тимови. Такође се повремено користио за фудбал, укључујући домаћине одабраних мечева Сан Хозе ертквејкси 2008. и 2009. године и утакмице током Конкакафов златни куп 1998. и Конкакафов златни куп 2009. године.
Колосеум има капацитет до 63.132 седишта у зависности од његове конфигурације, горња део трибина коју су навијачи назвали „Маунт Дејвис” додата је као део реновирања 1996. за повратак рејдерса у Оукланд, 2006. године, наводећи жељу да се обезбеди „интимније“ окружење. Током утакмица Оукланд атлетикса током својих игара је блокирала цео трећи део трибина Колосеума, ш чиме је вештачки ограничило његов капацитет на 34.077 (што га чини најмањим стадионом у МЛБ). У 2013, рејдерси су такође почели да ограничавају коришћење Маунт Дејвиса због НФЛових правила о замрачењу, смањујући фудбалски капацитет за око 11.000. У 2017. под новим власништвом, Оукланд атлетикс је почела да поново отвара неке од секција на трећем нивоу.

### Капацитет стадиона
| Година     | Капацитет |
| ---------- | --------- |
| 1968–1976  | 50.000    |
| 1977–1980  | 49.649    |
| 1981–1982  | 50.255    |
| 1983–1984  | 50.219    |
| 1985       | 50.255    |
| 1986       | 50.219    |
| 1987       | 49.219    |
| 1988       | 50.219    |
| 1989       | 49.219    |
| 1990       | 48.219    |
| 1991       | 47.450    |
| 1992–1995  | 47.313    |
| 1996–1997  | 39.875    |
| 1998–2005  | 43.662    |
| 2006–2007  | 34.077    |
| 2008–2016  | 35.067    |
| 2017–2018  | 47.170    |
| 2019–данас | 46.867    |

| Година    | капацитет |
| --------- | --------- |
| 1966–1972 | 54,587    |
| 1973–1974 | 54,041    |
| 1975–1976 | 54,037    |
| 1977–1988 | 54,615    |
| 1989–1995 | 54,444    |
| 1996–1998 | 63,026    |
| 1999–2012 | 63,132    |
| 2013      | 53,286    |
| 2014–2019 | 56,057    |